# Gustav Otto
Pour les articles homonymes, voir Otto.
 (février 2022).
Gustav Otto (12 janvier 1883 - 28 février 1926) est un ingénieur, designer et industriel allemand, pionnier de l'aviation, de l'automobile et des motos, fondateur avec Karl Rapp le 7 mars 1916 de la société Bayerische Flugzeug Werke (BFW) qui devient la Bayerische Motoren Werke AG (BMW) le 21 juillet 1917.

## Biographie
Gustav Otto naît le 12 janvier 1883 à Cologne, dans l'ouest de l'Allemagne. Il est le fils de l'ingénieur allemand Nikolaus Otto (1832-1891), inventeur concepteur des premiers moteurs à quatre temps fabriqués en série, à partir des années 1870, avec Gottlieb Daimler (fondateur de Daimler-Motoren-Gesellschaft, futur Mercedes-Benz), et fondateur de l’industrie Deutz AG (où travaillera Ettore Bugatti en 1907) (importante invention de la Révolution industrielle).

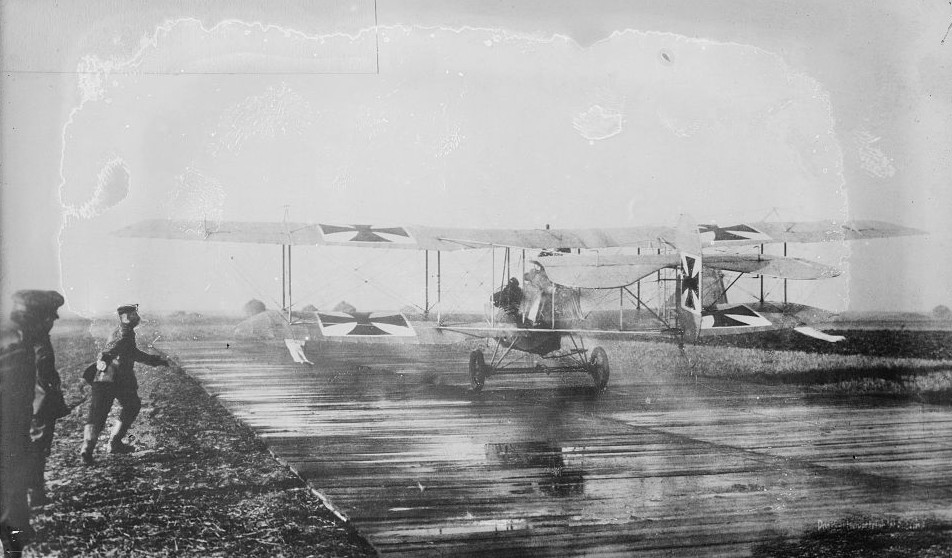
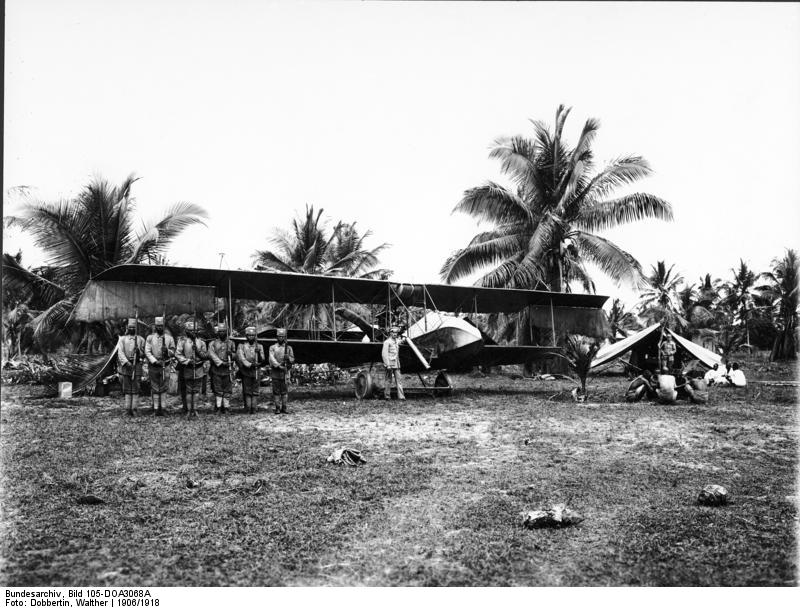
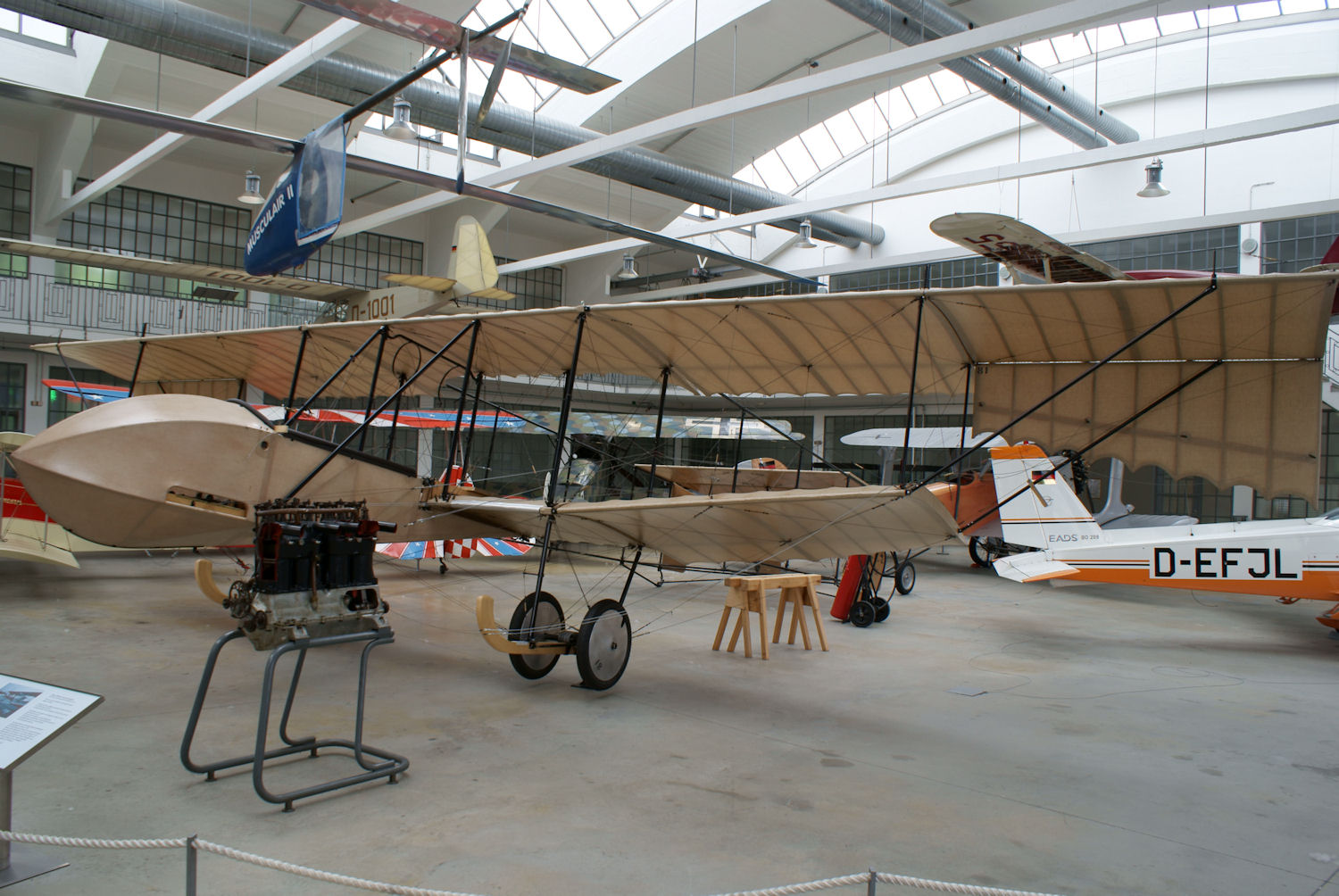

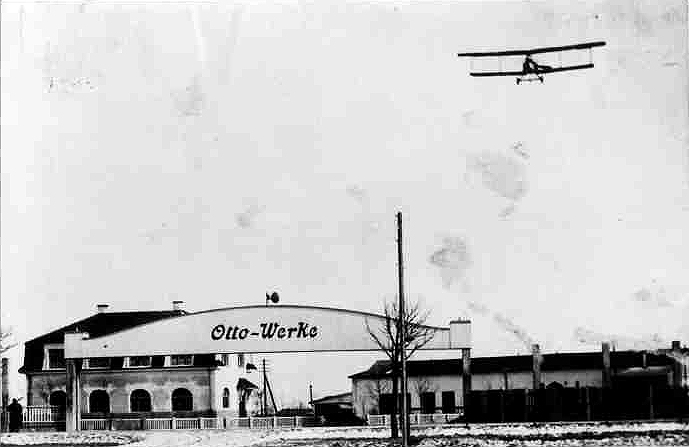
Première industrie historique Otto Flugmaschinenwerke, en 1911

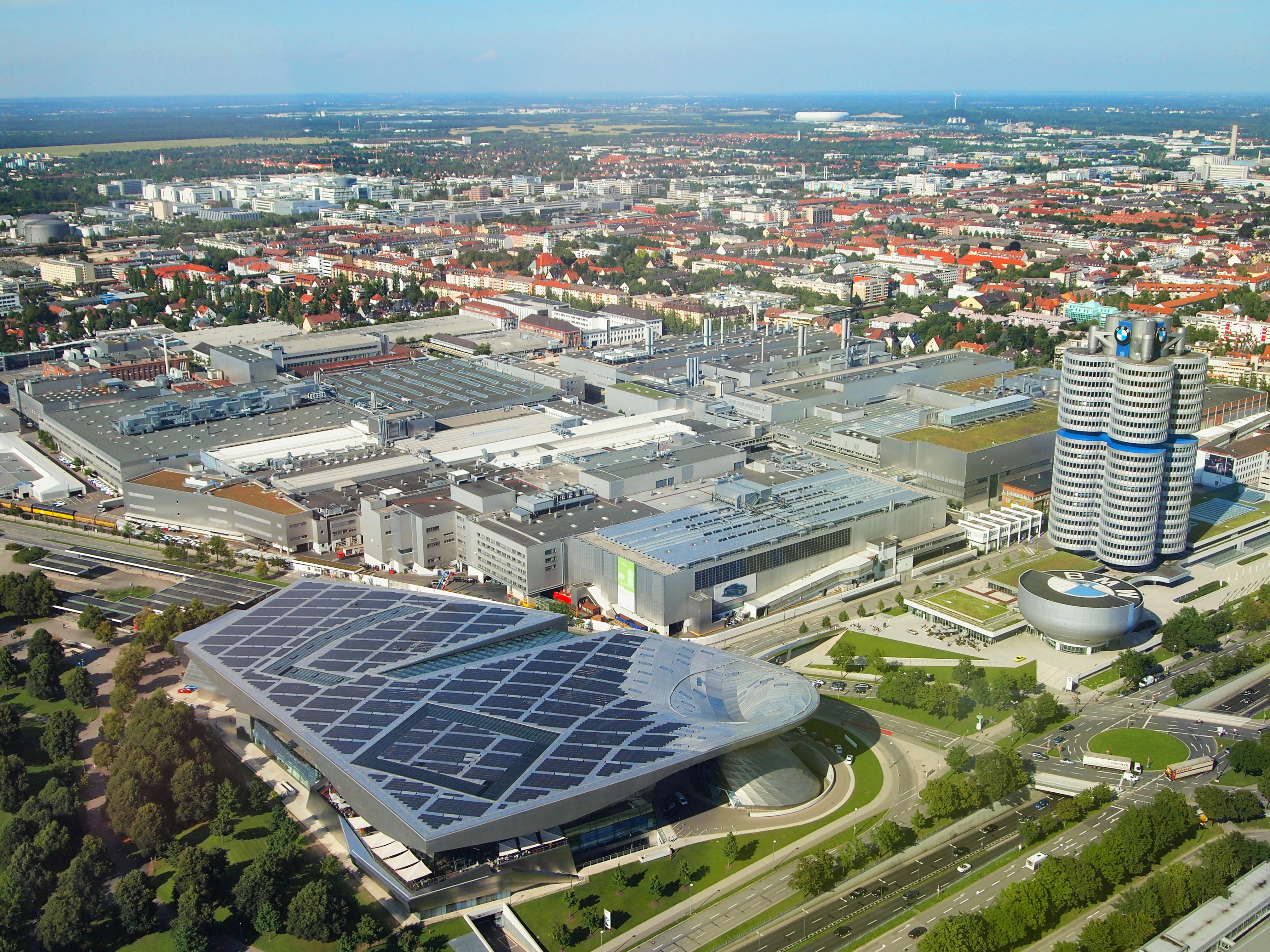
Siège actuel de BMW, tour BMW et musée BMW, à Munich en Bavière, sur l'emplacement de la première usine historique de Gustav Otto de 1911

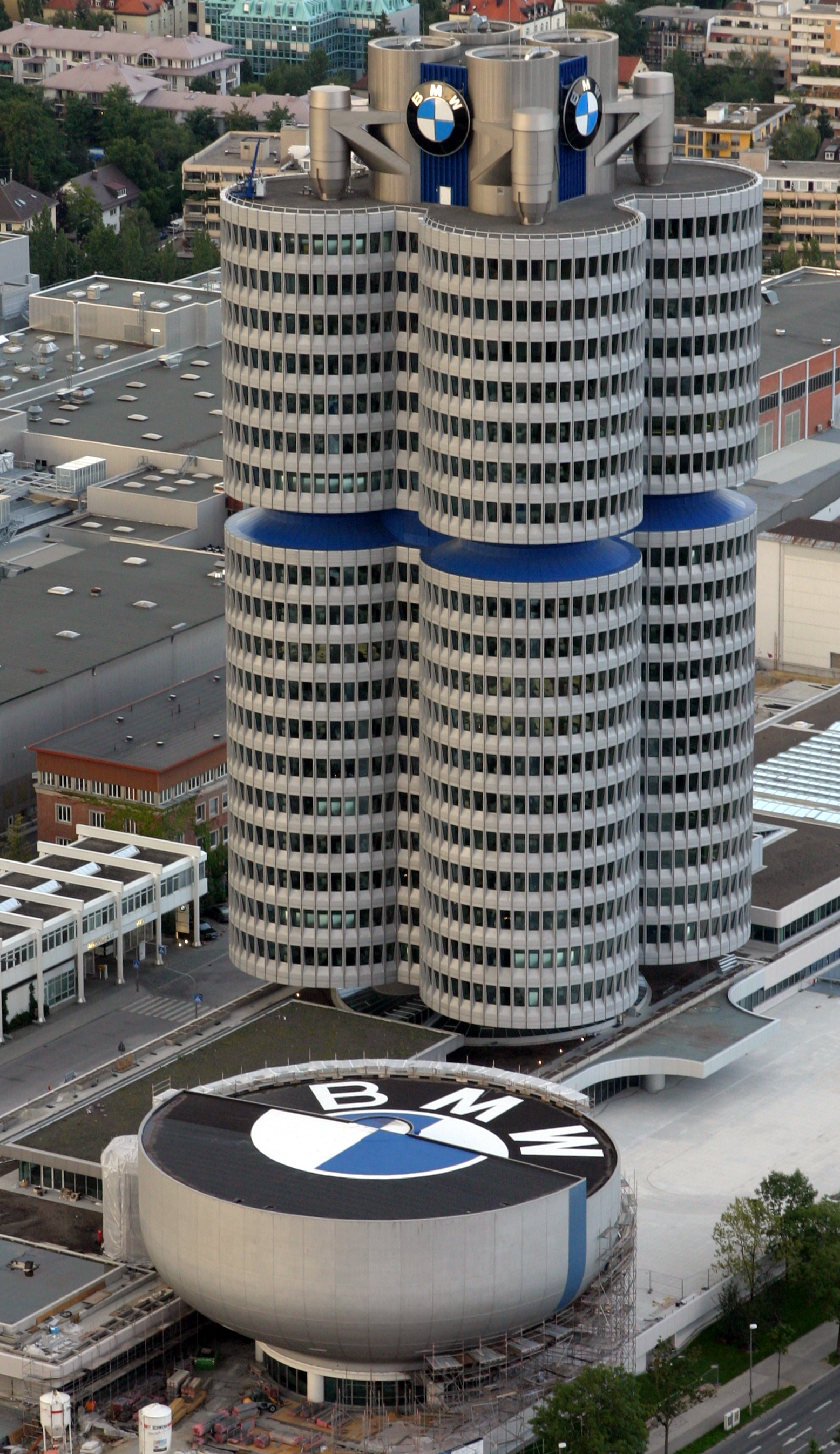
Tour BMW, du site industriel historique de BMW à Munich, symbole des moteurs moteur à combustion et explosion de son père.

En 1911, âgé de 28 ans, détenteur du brevet de pilote d'avion no 34, Gustav Otto transforme un champ au nord de Munich, en aérodrome, où il fonde la société « Gustav Otto Flugmaschinenfabrikun » (usine de machines volantes Gustav Otto), industrie de moteur d'avion, à base des moteurs de son père, dont il est héritier des brevets avec Paul Daimler, et pionnier à Munich en Bavière, là où se situe à ce jour le siège social de la firme bavaroise BMW, avec son Musée BMW et sa Tour BMW en forme de « quatre cylindres » qui symbolise les moteurs de son père. Il fabrique entre autres des avions biplans inspirés des premiers avions Farman de 1910, avec ses modèles Otto B, Otto BI, Otto C, Otto CI, Otto CII..., et AGO C.I, AGO C.II, AGO C.III, AGO C.IV
AGO C.VII, AGO C.VIII, AGO DV.3, AGO S.1...

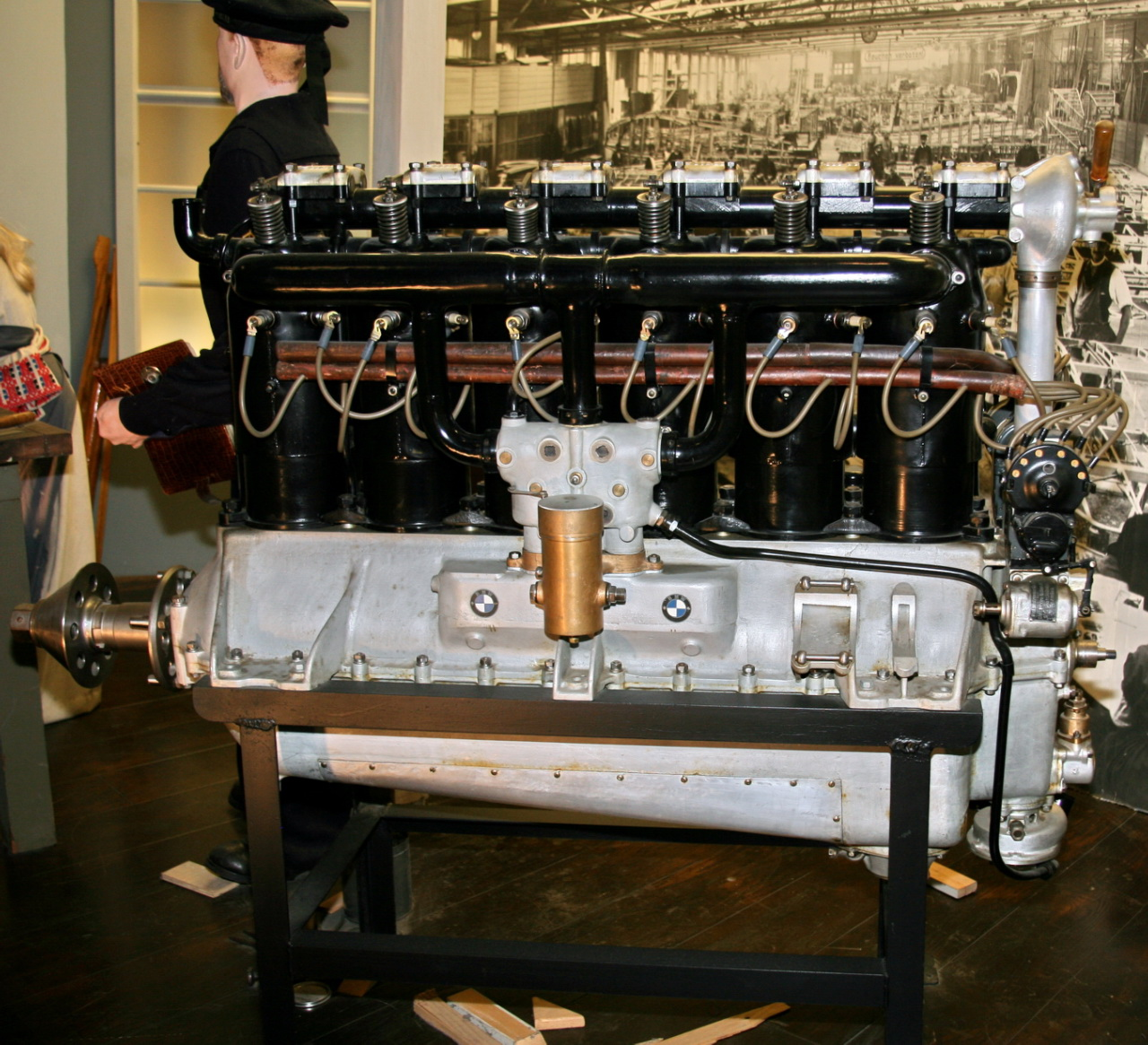
Moteur V12 BMW IIIa, National Air and Space Museum, Washington
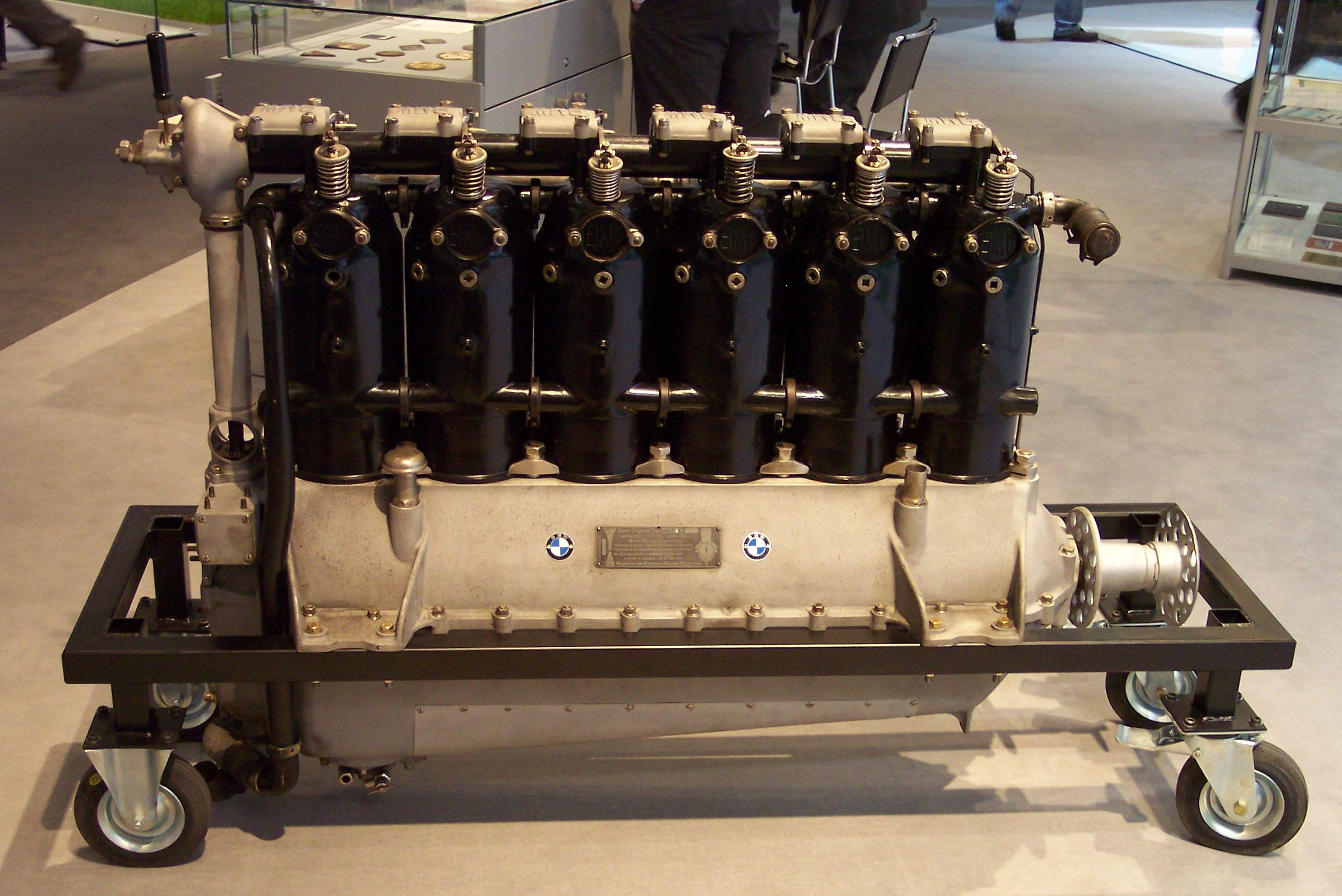
Moteur V12 BMW IVa, record mondial d'altitude en 1919
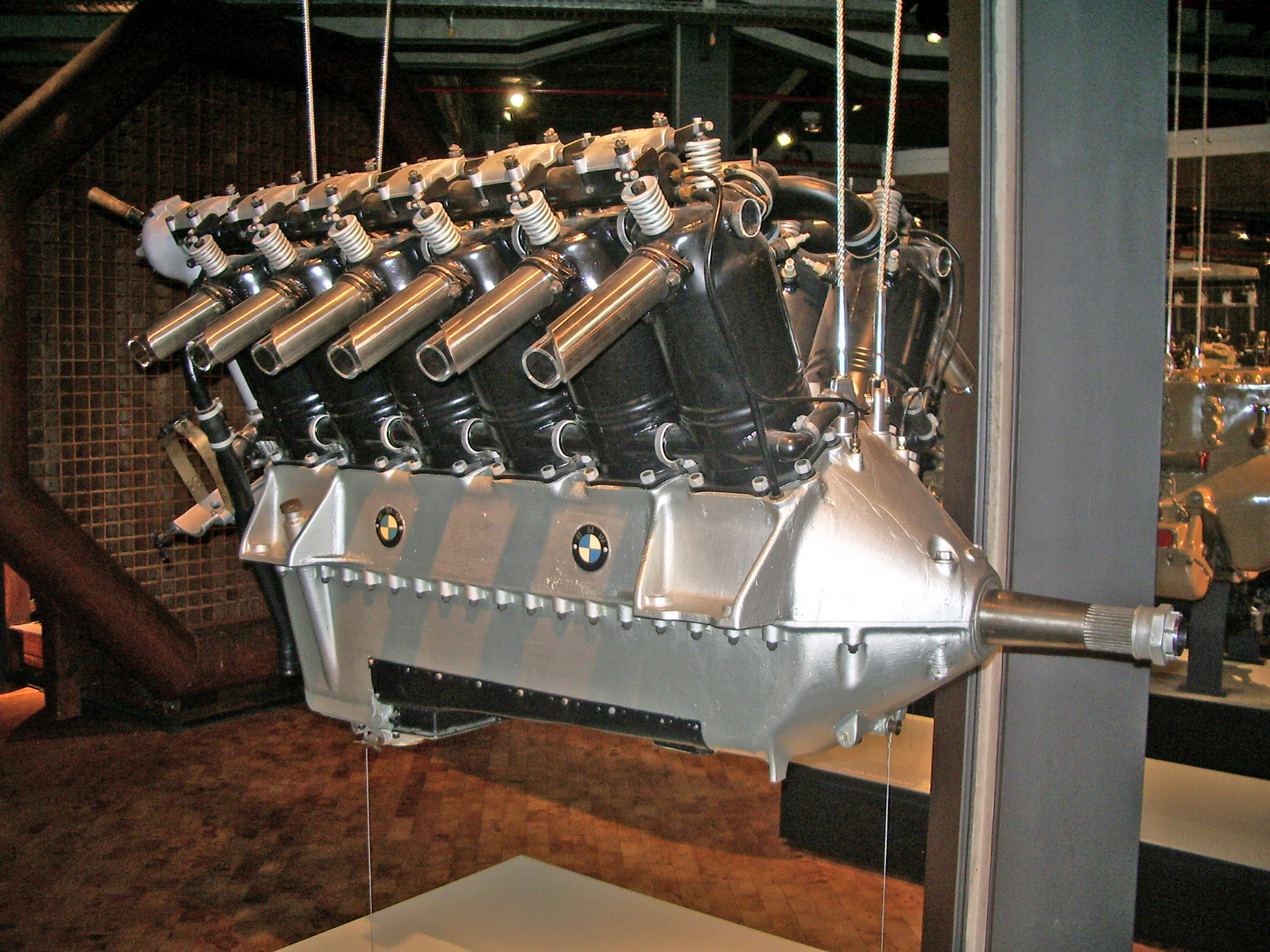
Moteur V12 BMW VI, 47 litres de cylindrée

En 1913, Otto s'associe avec l'inventeur industriel Karl Rapp, fabricant de moteurs de Munich. Ils fusionnent leurs deux industries « Rapp Motoren Werke » et « Gustave Otto Flugmaschinenfabrik » le 7 mars 1916, en « Bayerische Flugzeug Werke (BFW) »,. Le 21 juillet 1917, les deux associés rebaptisent leur industrie Bayerische Motoren Werke AG (BMW) (usine bavaroise de moteurs), avec pour emblème, le célèbre écusson rond qui symbolise une hélice d'avion, aux couleurs blanc et bleu de la Bavière.

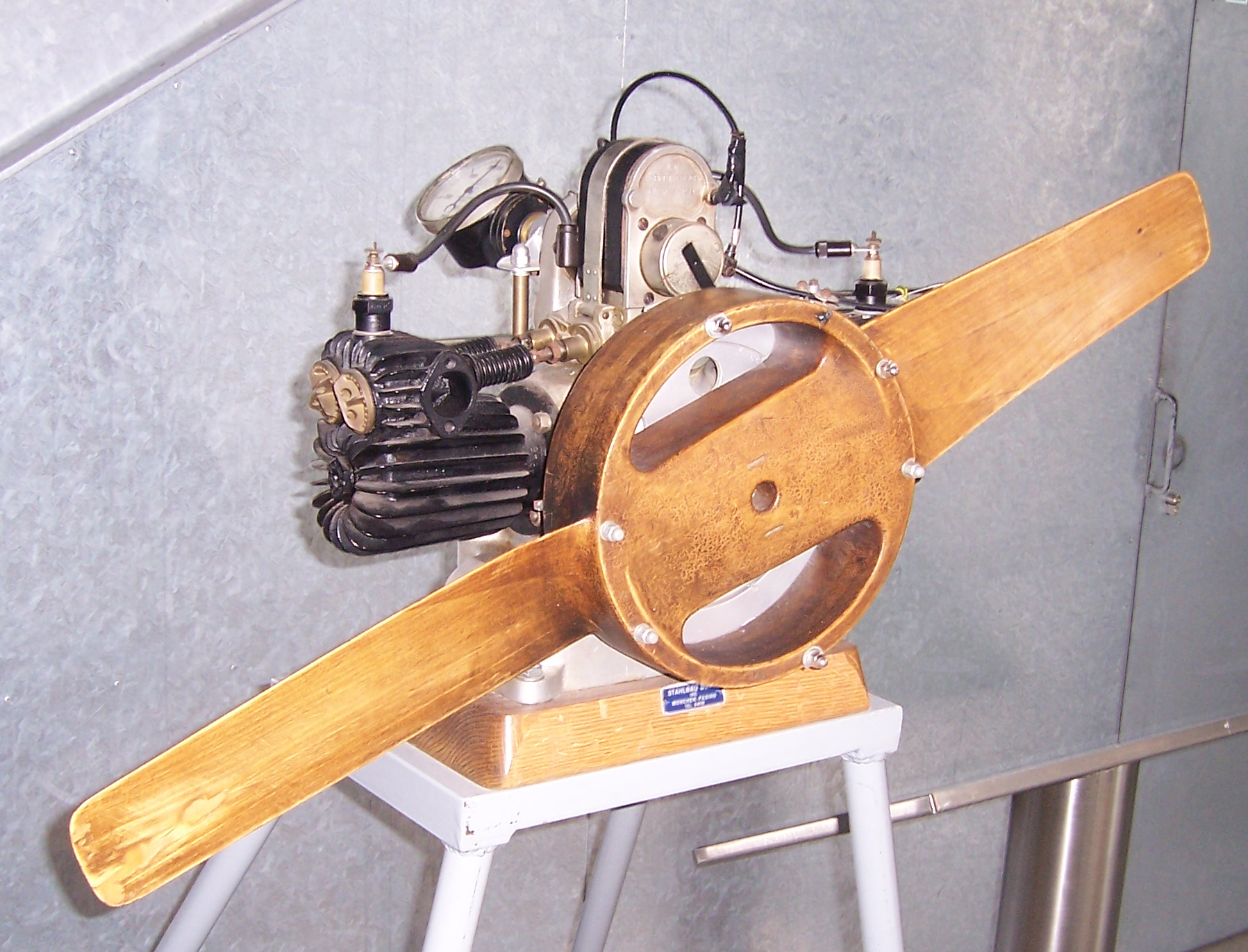
BMW M2 B15, 1920
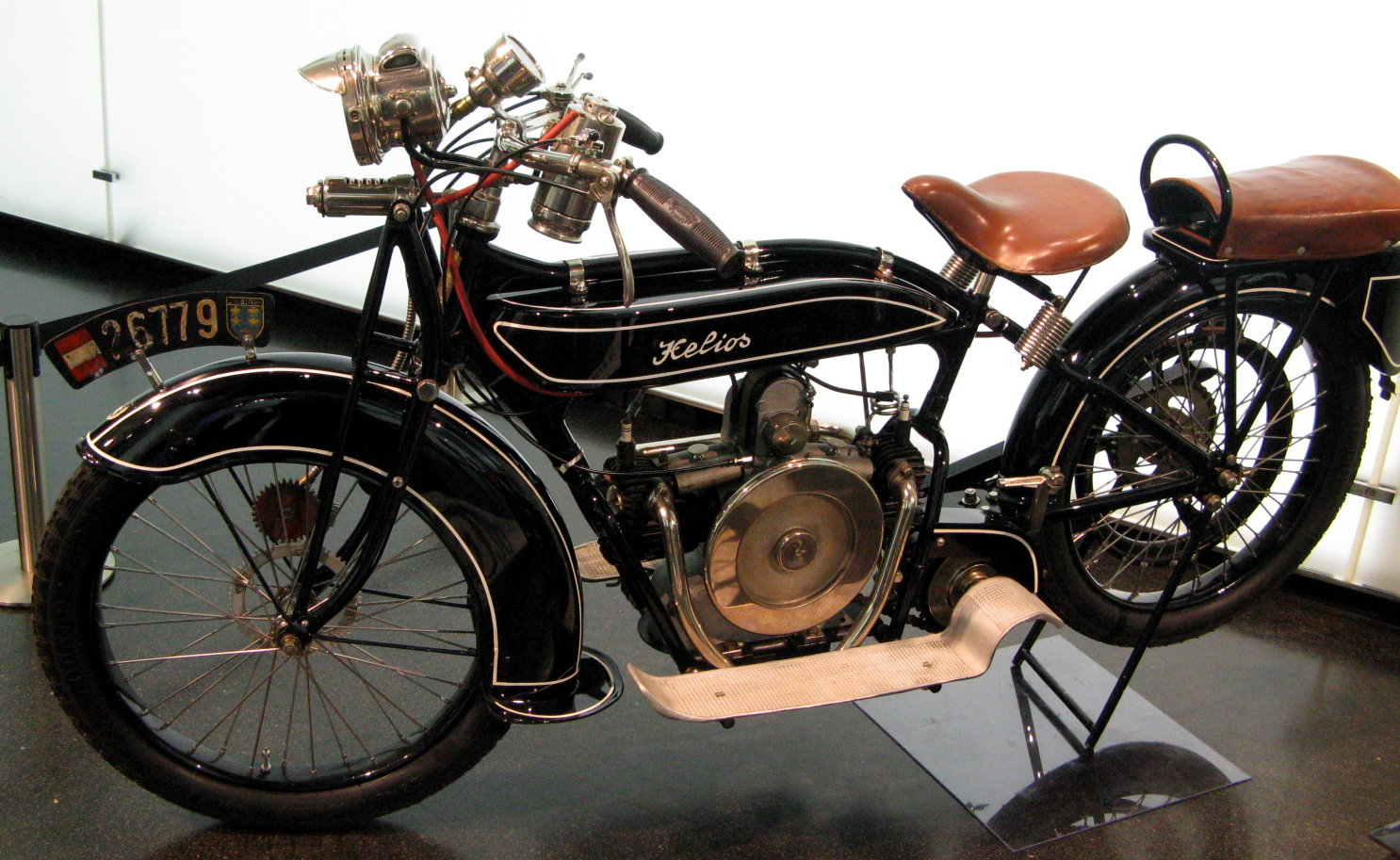
Helios, à moteur BMW, 1920
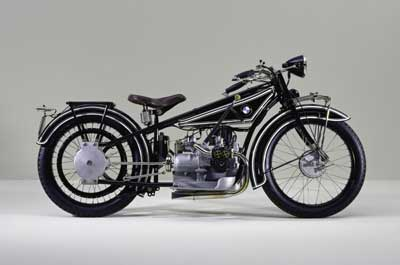
BMW R 32, 1923
Logo BMW, en hélice d'avion bavaroise

En 1919, le pilote Franz Zeno Diemer établit un record mondial d'altitude à 9760 m avec un biplan motorisé par un moteur V12 BMW Type IV. Le 13 août, à la suite de la capitulation de l'Allemagne à la fin de la Première Guerre mondiale, le traité de Versailles interdit aux usines BMW qui emploient alors 3 500 personnes, de produire leurs moteurs d'avion réputés. BMW se reconvertit alors dans la fabrication de camions et de motos dont le premier modèle, BMW R 32, est commercialisé en 1923. En 1924 l'interdiction de fabriquer des moteurs d'avion est levée par les Alliés, et BMW emploie alors 1 200 employés.
Des problèmes chroniques de santé et de famille entraînent Gustav Otto dans une dépression désespérée fatidique, et au suicide le 28 février 1926, à l'âge de 43 ans, à Munich. Son industrie BMW lui survit jusqu'à ce jour en tant qu'important constructeur automobile et de moto haut de gamme allemand.